# Брегови трамвай
Брегови трамвай (на нидерландски: Kusttram; на френски: Tramway de la côte belge; на немски: Kusttram) се нарича трамвайната линия по цялото крайбрежие на Белгия по Северно море.
Това е най-дългият действащ трамваен маршрут в света, както и сред малкото все още работещи междуградски трамвайни линии. Дължината му съставлява 67 километра – от Кноке-Хайст на север (почти до нидерландската граница) до Де Пане на юг (почти до френската граница). Има 69 спирки.
Пътуването от край до край отнема 2 часа 21 минути. Интервалът на движение на трамваите в часовете пик е 10 мин. през лятото и 20 мин. през зимата, като рано сутрин и късно вечер има до 1 рейс на час.
Първата отсечка от маршрута – между градовете Остенде и Нюпорт, е прокарана през 1885 година. Отсечката от Остенде до Кноке-Хайст е построена през 1890 г. Първоначално е използвана парна тяга за задвижване; линията е електрифицирана (600 волта, постоянен ток) през 1912 г. Ширината на коловоза е 1000 мм.
След Втората световна война Бреговата линия (както и цялата мрежа от местни железни пътища) е в упадък. През 1970-те години трамваите минават само веднъж на час. В края на периода обаче линията е напълно модернизирана по цялото ѝ протежение. В подвижния състав през 1980 година постъпват съвременни (за тогава) трамваи. Между 1994 и 2002 година всички трамваи са модернизирани.
Маршрутът на Бреговия трамвай днес е ограничен от държавните граници с Нидерландия на север и с Франция на юг. Крайните спирки на трамвая се намират на 4 км от границата в Кноке-Хайст на север и на 2 км в Де Пане на юг. Има проект за продължаване на маршрута до Брескенс, Нидерландия и Дюнкерк, Франция.
Понастоящем южната крайна спирка Де Пане е свързана с Дюнкерк чрез автобусна връзка, осигурявана от френска страна. Няма обаче пряка транспортна връзка с Нидерландия от северната крайна спирка в Кноке-Хайст.